# John Alexander Sinclair
Sir John Alexander Sinclair, britanski general, * 1897, † 1977.
Med letoma 1953 in 1956 je bil vodja Secret Intelligence Service (MI6).